# اورسیسینوس (نظامی رومی)
اورسیسینوس یک افسر ارشد نظامی رومی بود که دارای درجه استاد اسب و در اواخر امپراتوری روم در ۳۴۹-۳۵۹ بود.  او شهروند انطاکیه بود و در بخش شرقی امپراتوری روم ارتباط خوبی داشت.

## حرفه
از سال ۳۴۹ تا ۳۵۹ پس از میلاد به عنوان استاد اسب در شرق خدمت کرد. در سال ۳۵۱ یا ۳۵۲ پس از میلاد، سرکوب شورش یهودیان علیه کنستانتیوس گالوس به رهبری پاتریسیوس و اسحاق دیوسزاریایی به او سپرده شد.  طبریه و دیوسپولیس ، دو شهر که توسط شورشیان فتح شده بودند، تقریباً به طور کامل ویران شدند، در حالی که سفوریس با خاک یکسان شد.  به اورسیسینوس نیز دستور داده شد که چندین هزار شورشی، حتی جوانان را بکشد. 
در سال ۳۵۳ آمیانوس مارسلینوس مورخ به فرماندهی اورسیسینوس در مقر او در نیسیبیس ملحق شد،  و در آنجا ماندگار شد تا اینکه در سال ۳۵۴ توسط گالوس به عنوان قاضی دادگستری، برای ریاست بر تحقیقات خیانت در انطاکیه باقی ماند.  به گفته آمیانوس، اتهاماتی که از او خواسته شده بود به تحقیق بپردازد، مضحک بودند و به دلیل پارانویا و انتقام‌جویی گالوس ساخته شده بودند، اما اورسیسینوس مجبور شد بسیاری را به قتل برساند.  کنستانسیوس که از نابسامانی های جاری در اداره شرق شنیده بود، تصمیم گرفت که گالوس را به هر وسیله ممکن فوراً از سلطنت خلع کند. در همین حال، اُوسبیوس، رئیس اتاق‌نشین او و دیگر دشمنان اورسیسینوس در دربار، ذهن کنستانتیوس را در برابر قانون مسموم کرده بودند، به طوری که امپراتور تصمیم گرفت او را به بهانه ترفیع به دربار فرا بخواند تا از توطئه دور او جلوگیری کند. 
هنگامی که در سال ۳۵۵، کلودیوس سیلوانوس علیه امپراتور کنستانتیوس دوم در گول قیام کرد، اورسیسینوس با فراخوان نامه ای از سوی کنستانسیوس برای او فرستاده شد، که به او دستور داده شد تا حد امکان آن را به نحو مطلوب تحویل دهد و کلودیوس را از شورش منصرف کند. با این حال، از آنجایی که شورش سیلوانوس قبلاً به ابعاد غیرقابل کنترلی رسیده بود، اورسیسینوس مجبور شد سیلوانوس را به قتل برساند و پس از آن فرماندهی را بر عهده گرفت.
به اورسیسینوس دستور داده شد که در گول بماند تا بر ژولیان نظارت داشته باشد، زیرا او به عنوان سزار گول، اسپانیا و بریتانیا فرماندهی می‌کرد.  در ۳۵۷ یا ۳۵۸ کنستانسیوس او را به شرق فرستاد تا فرماندهی خود را از سر بگیرد. به گفته آمیانوس، دسیسه‌های درباری اوزبیوس، اتاق‌دار عالی، باعث فراخواندن او به دربار در همان سال شد، جایی که قرار بود به او منصب استاد پیاده نظام داده شود، که از بارباتیو که اخیراً اعدام شده بود، گرفته شد. هنگامی که به دادگاه نزدیک شد، به راحتی می‌توان او را متهم به خیانت کرد  تهدید جنگ از طرف ایران باعث شد که بلافاصله به مرز بازگردانده شود، اما او تحت فرمان سابینیانوس، پیرمردی فاسد و فاسد قرار گرفت. که کل مبارزات بعدی را در عمارت مجلل خود در ادسا گذراند. اورسیسینوس درست به موقع برای محاصره آمیدا رسید، نزدیک بود که توسط سواره نظام پیشتاز ایرانی اسیر شد و گارد شخصی او متفرق شد. 
اورسیسینوس توانست با مدافعان شهر ارتباط برقرار کند و تمام تلاش خود را برای تسکین آنها به کار گرفت، اما بزدلی سابینیانوس که او را به نام امپراتور از به خطر انداختن سربازانش منع کرد، ناکام ماند. به زبان زیبای آمیانوس مارسلینوس : " به طوری که او مانند یک شیر به نظر می رسید، به دلیل جثه و درندگی خود وحشتناک، اما با چنگال های بریده و دندان های کشیده، به طوری که او نمی توانست توله هایش را که در شبکه های شکارچیان گیر کرده بودند، از خطر نجات دهد. " . 
اورسیسینوس پس از ویرانی آمیدا ( دیاربکر امروزی، ترکیه ) در سال ۳۵۹ پس از میلاد توسط ایرانیان برکنار شد،  که رسماً به خاطر آن سرزنش شد. 
آمیانوس مارسلینوس، مورخ رومی که در هیات اورسیسینوس خدمت می کرد، به او احترام می گذاشت، بنابراین گزارش او احتمالاً به نفع او مغرضانه است.

## خانواده
اورسیسینوس چند پسر داشت که برجسته ترین آنها پوتنسیوس بود که در نبرد آدریانوپل درگذشت. 